# Donald William Montrose
Donald William Montrose (* 13. Mai 1923 in Denver, USA; † 7. Mai 2008 in Stockton, USA) war vierter Bischof von Stockton in Kalifornien.

## Leben
Donald William Montrose studierte nach seinem Abschluss am Los Angeles College von 1943 bis 1949 Theologie am St. John’s Seminary in Camarillo. Er empfing am 7. Mai 1949 das Sakrament der Priesterweihe im Erzbistum Los Angeles. Er war von 1950 bis 1964 Vikar und Rektor der Santa Ana’s Mater Dei High School. Von 1964 bis 1977 war er Superintendent aller katholischen Schulen von Los Angeles.
1983 wurde er von Papst Johannes Paul II. zum Titularbischof von Forum Novum und zum Weihbischof im Erzbistum Los Angeles ernannt. Die Bischofsweihe spendete ihm am 12. Mai 1983 der Erzbischof von Los Angeles Timothy Kardinal Manning; Mitkonsekratoren waren die Weihbischöfe in Los Angeles John James Ward und Juan Alfredo Arzube. 1984 wurde er Rektor des St. John’s Seminary College.
Am 17. Dezember 1985 erfolgte die Ernennung zum Bischof von Stockton. Die Amtseinführung fand am 20. Februar des folgenden Jahres statt. Montrose, der fließend Spanisch sprach, betreute eine der größten Spanisch sprechenden Gemeinden der USA. Er war unter anderem Mitglied des Spanischen Instituts in Kalifornien sowie drei Jahre Vizepräsident der Kalifornischen Bischofskonferenz. Seinem altersbedingten Rücktrittsgesuch gab Papst Johannes Paul II. am 18. Januar 1999 statt.